# OVB Holding
Die OVB Holding AG ist ein Finanzdienstleister, der mit Tochtergesellschaften in 16 Ländern Europas tätig ist. Das Unternehmen ist seit 2006 börsennotiert. Unternehmensgegenstand sind laut Satzung die Beratung und Vermittlung von Finanzdienstleistungen. Wichtigste Zielgruppe sind private Haushalte in Europa. Die Finanzberater sind als selbstständige Handelsvertreter auf der Basis von Provisionen für die vermittelten Finanzprodukte in Form eines Strukturvertriebs tätig. Die Arbeitsweise des Unternehmens wird wiederholt kritisch betrachtet.

## Unternehmensgeschichte
Das Unternehmen wurde 1970 von Otto Wittschier (1938–2008), einem ehemaligen Regionalmanager der Investors Overseas Services, gemeinsam mit Bert Schwarz und Bruno Tönnes (1939–2018) mit Firmensitz in Köln gegründet. Der Name OVB leitete sich ursprünglich als Abkürzung von „Organisation zur Vermittlung von Bausparverträgen“ ab, da das Unternehmen damit seine Unternehmertätigkeit startete. Um dem Allfinanzgedanken Rechnung zu tragen, erfolgte jedoch bereits früh die Benennung „OVB Organisation für Vermögensberatung und Finanzierungen“. Heute wird das Kürzel OVB als eigenständige Firmenbezeichnung verwendet.
1983 erfolgte die Gründung des OVB-Hilfswerkes „Menschen in Not e. V.“, das vornehmlich in Deutschland verschiedene soziale Projekte unterstützt. Nach eigenen Angaben finanziert es sich hauptsächlich aus Spenden der Finanzvermittlerinnen und Finanzvermittler sowie der Mitarbeitenden. Die OVB Landesgesellschaften in Kroatien, Österreich, Rumänien und der Slowakei haben inzwischen unter dem gemeinsamen Namen „OVB Charity“ eigene Hilfsvereine gegründet.
In den Jahren 1985 bis 1995 erfolgte ein Verkauf sämtlicher Gesellschaftsanteile der Gründergesellschafter an der OVB Allfinanzvermittlungsgesellschaft mbh & Co. KG an mehrere Versicherungsgesellschaften. Gleichzeitig übergaben die bisherigen Gesellschafter-Geschäftsführer die Führung an eine neue Geschäftsführung.
Die OVB Allfinanzvermittlungs GmbH & Co. KG, die früher ausschließlich in Deutschland tätig war, wurde am 4. Dezember 2000 in die OVB Vermögensberatung Aktiengesellschaft umgewandelt. Damit änderte sich die Rechtsform des Unternehmens.
In den darauf folgenden Jahren erfolgte eine Umstrukturierung des gesamten Unternehmens mit dem Ziel der Entflechtung der Auslandstochtergesellschaften. In diesem Zuge erhielt das Unternehmen eine Konzernstruktur. Muttergesellschaft wurde die OVB Holding AG, die mit Ausnahme der beiden EDV-Dienstleister Nord-Soft EDV Unternehmensberatung GmbH und Nord-Soft Datenservice GmbH (je 50,4 Prozent) 100 Prozent der Anteile jeder Tochtergesellschaft hält. Beteiligungen zwischen den Tochtergesellschaften existieren seitdem nicht mehr. Die Tochtergesellschaften sind die jeweiligen Vertriebsgesellschaften der OVB in den verschiedenen Ländern. Die deutsche Landesgesellschaft firmiert unter OVB Vermögensberatung AG und ist gleichfalls Tochter der OVB Holding AG.
Im Juli 2006 erfolgte der Börsengang. Die Erstnotierung erfolgte im Prime Standard, dem deutschen Börsensegment mit den höchsten Transparenzanforderungen. Vom 22. Juni 2009 bis zum 19. November 2009 notierte die Aktie der OVB Holding AG im SDAX.
Vorstandsmitglieder der Konzernmutter OVB Holding sind Mario Freis, Frank Burow und Heinrich Fritzlar. Mario Freis wurde 2010 zum Vorstand (Ressort Vertrieb) berufen und ist seit Februar 2016 Vorsitzender des Vorstands. Frank Burow, der seit 2010 im Unternehmen tätig ist, verantwortet den Bereich Finanzen; Heinrich Fritzlar ist seit Oktober 2022 Vorstand Operations.
Seit 2010 ist Michael Johnigk, ehemaliges Mitglied des Vorstands der SIGNAL IDUNA Gruppe, als Aufsichtsratsvorsitzender im Amt.

## Kennzahlen
Gemäß Geschäftsbericht 2023 der OVB Holding AG hat der Konzern im Geschäftsjahr 2023 Erträge aus Vermittlungen in Höhe von 354,3 Millionen Euro (Vorjahr 331,9 Millionen Euro) erzielt. Das operative Ergebnis (Gewinn vor Zinsen und Steuern, EBIT) lag bei 17,8 Millionen Euro (Vorjahr 22,0 Millionen Euro). Das Konzernergebnis betrug 14,3 Millionen Euro (Vorjahr 14,7 Millionen Euro). In Mittel- und Osteuropa wurden Erträge aus Vermittlungen in Höhe von 198,5 Millionen Euro (Vorjahr 174,4 Millionen Euro) erzielt. In Deutschland lagen die Erträge aus Vermittlungen bei 58,7 Millionen Euro (Vorjahr 61,2 Millionen Euro). In Süd- und Westeuropa lag der Umsatz bei 97,2 Millionen Euro (Vorjahr 96,3 Millionen Euro). Die EBIT-Marge des Konzerns belief sich auf 5,0 Prozent (Vorjahr 6,6 Prozent). OVB hat im Geschäftsjahr 2023 ihre neue Fünf-Jahres-Strategie namens „OVB Excellence 2027“ vorgestellt. Die Strategie stellt die Kundinnen und Kunden in den Mittelpunkt und besteht aus den vier Fokusthemen „Sales and Career Excellence“, „Expansion and Innovation“, „Operational Excellence“ sowie „People and Organization“.
Bedeutende Großaktionäre sind mit einer Beteiligung von 52,94 % Unternehmen der SIGNAL IDUNA-Gruppe, die Baloise Beteiligungsholding GmbH mit rund 32,57 % sowie die Generali CEE Holding B.V. mit 11,48 %. Zum Streubesitz zählen aktuell 3,01 % der Aktien.
Die im Geschäftsjahr 2023 erzielten Erträge aus Vermittlungen des OVB-Konzerns von 354,3 Mio. Euro entsprechen einem Wachstum um 6,7 Prozent gegenüber dem Vorjahreswert von 331,9 Mio. Euro. Alle regionalen Segmente trugen zu diesem  Wachstum bei. Die Zahl der betreuten Kundinnen und Kunden nahm auf 4,50 Millionen zu (Vorjahr: 4,27 Millionen). Auch die Zahl der hauptberuflichen Finanzvermittler konnte OVB um 2,1 Prozent auf 5.892 ausbauen.

## Kritik
Die OVB gilt als einer von mehreren Strukturvertrieben, bei denen Mitarbeiter unter Druck gesetzt werden und insbesondere zu Beginn an ihre Freunde und Bekannte Finanzprodukte vermitteln sollen. So sollen, in dieser Art des Vertriebs, neue Mitarbeiter anfangs in ihrem Freundes-, Verwandten- und Bekanntenkreis das vorhandene Vertrauen ausnutzen. Die Wirtschaftswoche berichtete 2010 davon, dass neue Mitarbeiter in eine Liste Namen von Freunden und Bekannten eintragen sollen, die entweder ebenfalls als Berater rekrutiert werden könnten oder aber die an Finanz-Dienstleistungen interessiert sein könnten und denen der neue Mitarbeiter ein Finanzprodukt vermitteln soll (beispielsweise eine Lebensversicherung). Trage der Mitarbeiter keine Namen in die Liste ein, werde er dazu gedrängt. Stiftung Warentest hat im Jahr 2004 die Methoden von Finanzvermittlern (darunter auch die der OVB) kritisiert:
- die Mitarbeiter müssen keine Vorkenntnisse mitbringen, da der Titel Finanzvermittler nicht geschützt sei und
- die Mitarbeiter werden in Abhängigkeit ihrer Verkäufe in Form von Provisionen vergütet (somit ist der Anreiz für Fehlberatung besonders groß; so werden beispielsweise Fonds auch vermittelt, wenn diese für den Kunden womöglich unrentabel sind – Beratungen finden ungenügend statt und Risiken des Geldverlustes werden nicht erwähnt oder heruntergespielt).

Durch die Finanzvermittler gab es Geschädigte, auch bedingt durch die Fehlberatungen (wobei hier die OVB ebenso in der Kritik stand wie auch andere Firmen wie der von Carsten Maschmeyer gegründete AWD (heute Swiss Life Select und somit ein Teil von Swiss Life) oder die Deutsche Vermögensberatung).